# Choeung Ek

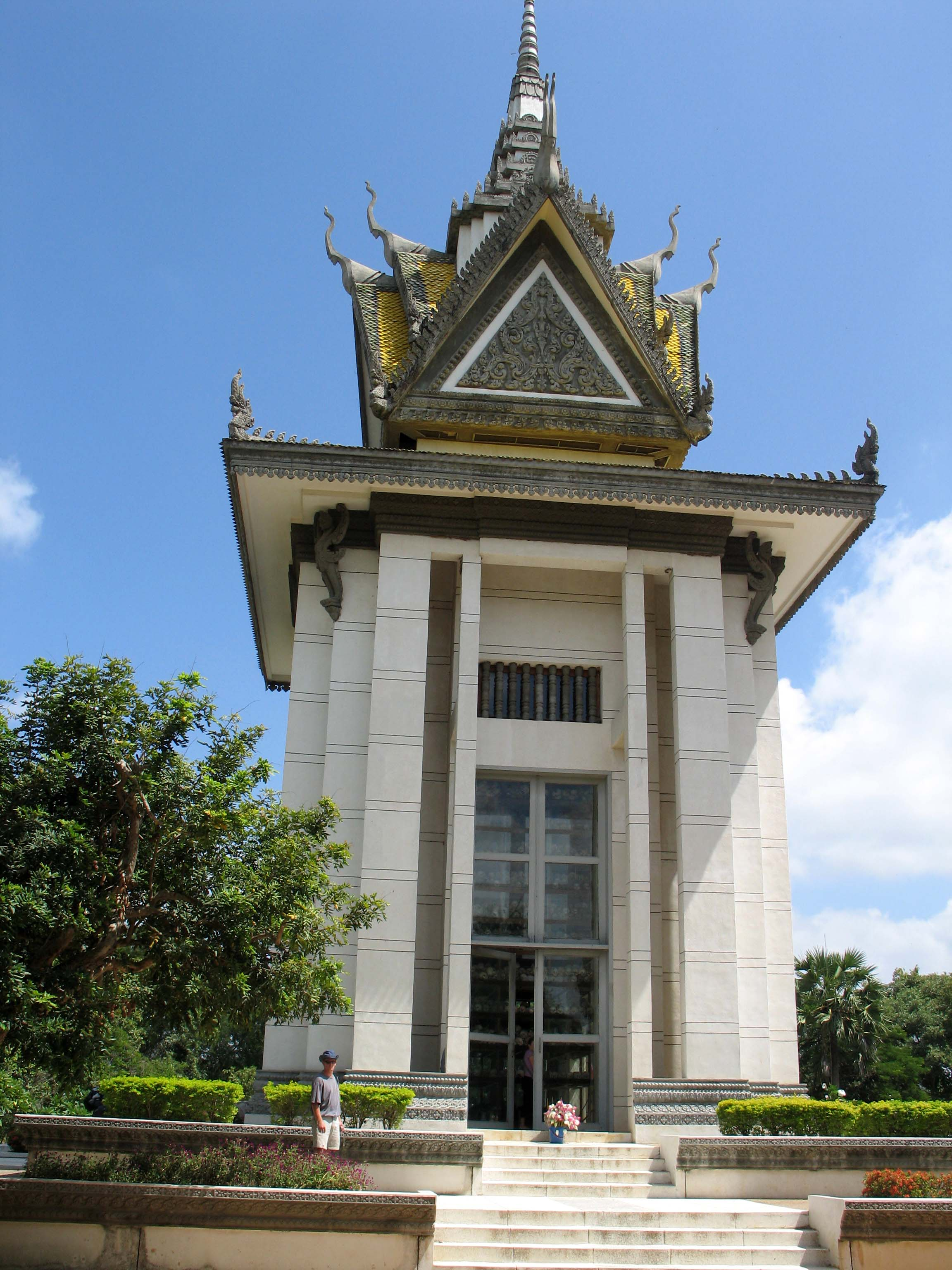
Stupa di Choeung Ek

Choeung Ek, sito di un ex-frutteto e cimitero cinese a circa 15 km a sud di Phnom Penh in Cambogia, è il più noto dei luoghi conosciuti come "Campi della Morte", o "Killing Fields", in cui il regime dei Khmer rossi giustiziò migliaia di persone tra il 1975 e il 1979.

## Il campo
All'epoca il campo era situato vicino ai dormitori riservati ai consiglieri economici cinesi, ed era equipaggiato con luce elettrica (cosa rara in quel periodo), per permettere anche le esecuzioni notturne. 86 fosse comuni contenenti 8.985 corpi sono state scoperte a Choeung Ek dopo la caduta del regime dei Khmer rossi. Altre 43 attendono di essere portate alla luce. Si presume che in totale ce ne possano essere fino a 10.000. Molti tra i morti erano i 17.000 ex-prigionieri della prigione di Tuol Sleng. Da lì venivano spediti su camion a Choeung Ek, venivano costretti a scavare da soli la propria fossa e poi venivano uccisi a bastonate o a coltellate (i neonati spesso venivano soppressi sbattendoli violentemente contro gli alberi o infilzandoli con le baionette davanti alle loro madri) da guardie dei Khmer rossi che in molti casi non avevano più di tredici anni. Il tutto avveniva dopo un meticoloso controllo operato dall'addetto alle liste dei condannati, Suos Thi (alcuni di questi elenchi di nomi ci sono pervenuti intatti).
Oggi Choeung Ek è un monumento alla memoria, contraddistinto da una stupa buddhista. La stupa ha le pareti in plexiglas ed è occupata da più di 5.000 teschi umani. Alcuni dei livelli inferiori sono aperti al pubblico in modo tale che i crani possano essere visti direttamente. Molti sono stati lesionati o sfondati. I turisti vengono incoraggiati dall'attuale governo cambogiano a visitare Choeung Ek. Oltre alla stupa sono presenti fosse da cui sono stati esumati i corpi. Ossa umane ricoprono ancora il luogo. Il 9 maggio di ogni anno si commemora a Choeung Ek il "Giorno del Genocidio", Vann Nath, uno dei pochi superstiti di Tuol Sleng, ha immortalato in alcuni ritratti gli eventi di Choeung Ek. Il 3 maggio del 2005 il Municipio di Phnom Penh ha annunciato di aver stretto un accordo trentennale con la JC Royal Corporation per sviluppare il monumento a Choeung Ek. Come parte dell'accordo questa non deve scompaginare le spoglie ancora presenti nel campo.

## Galleria d'immagini

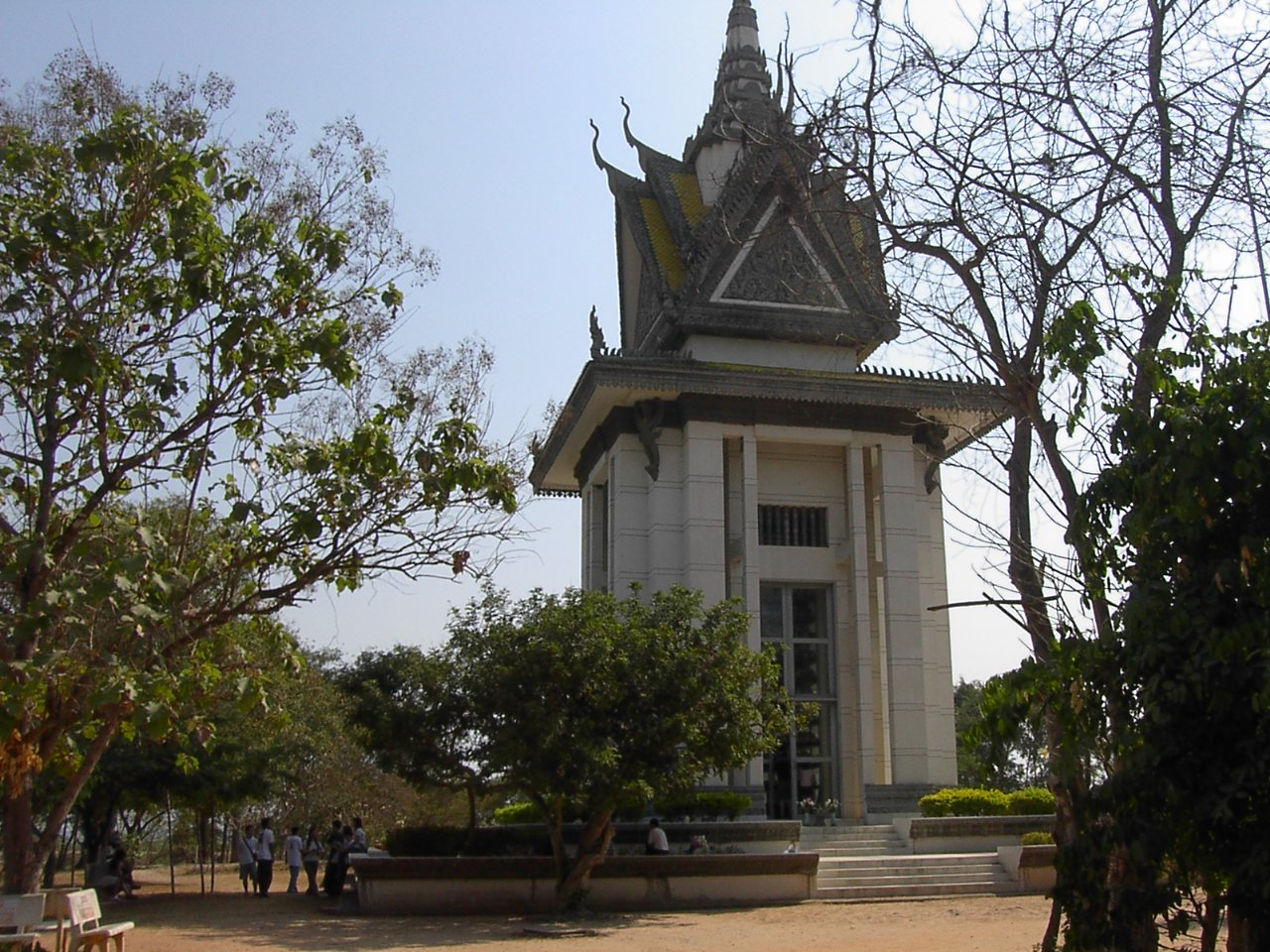
La stupa del Choeung Ek Memorial, colma di teschi umani.
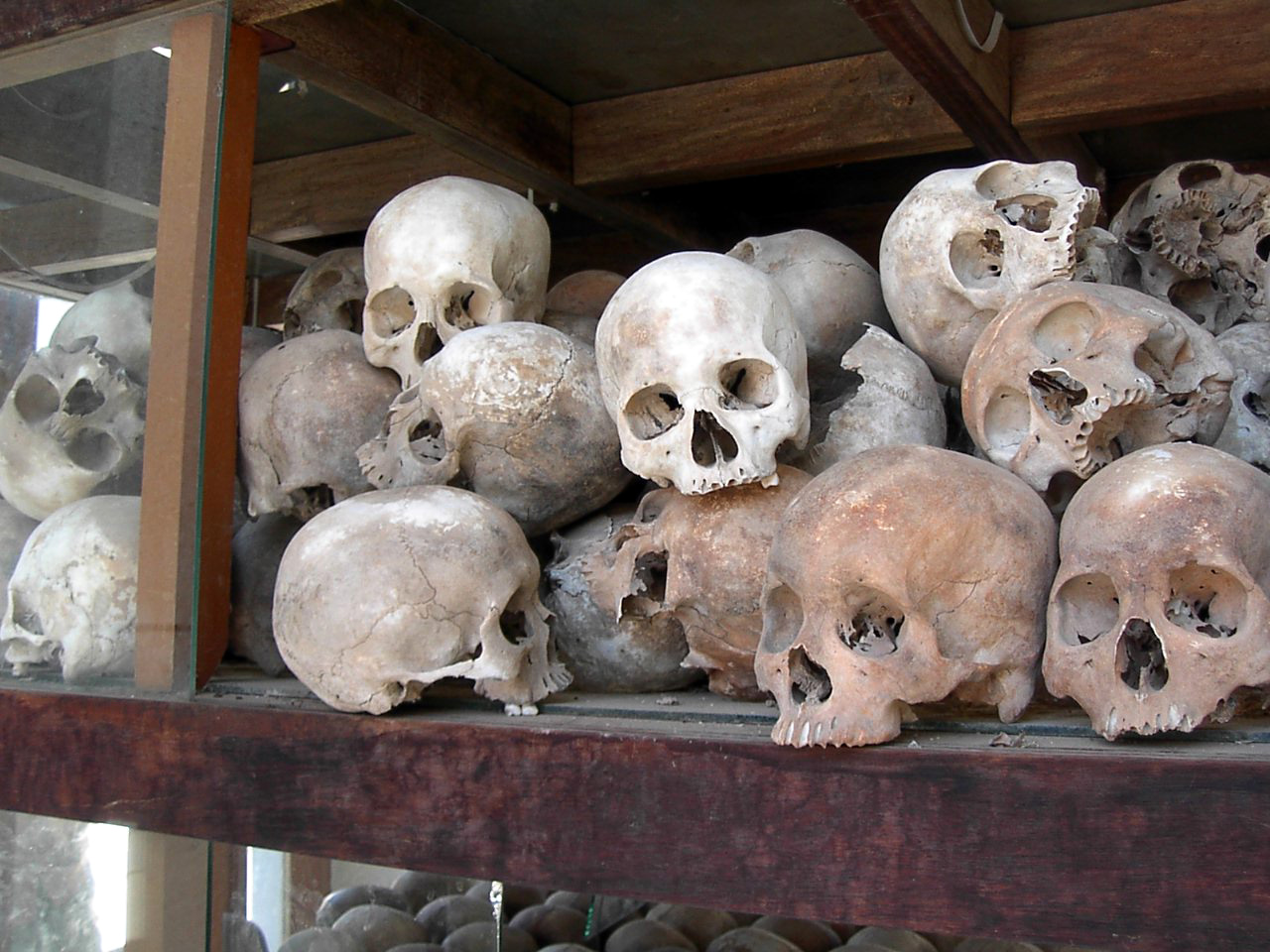
Teschi umani esposti all'interno della stupa.
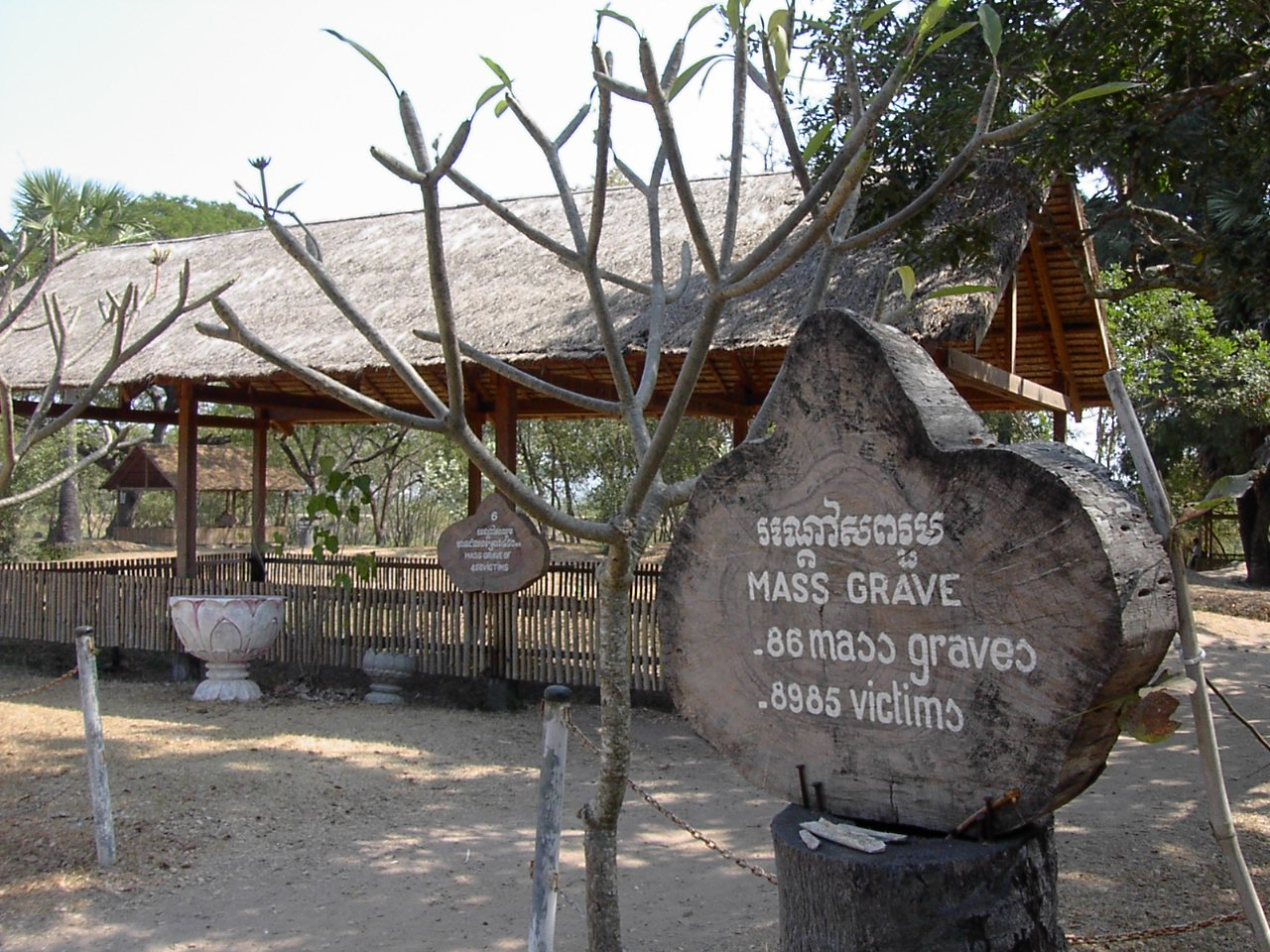
Fosse comuni a Choeung Ek.
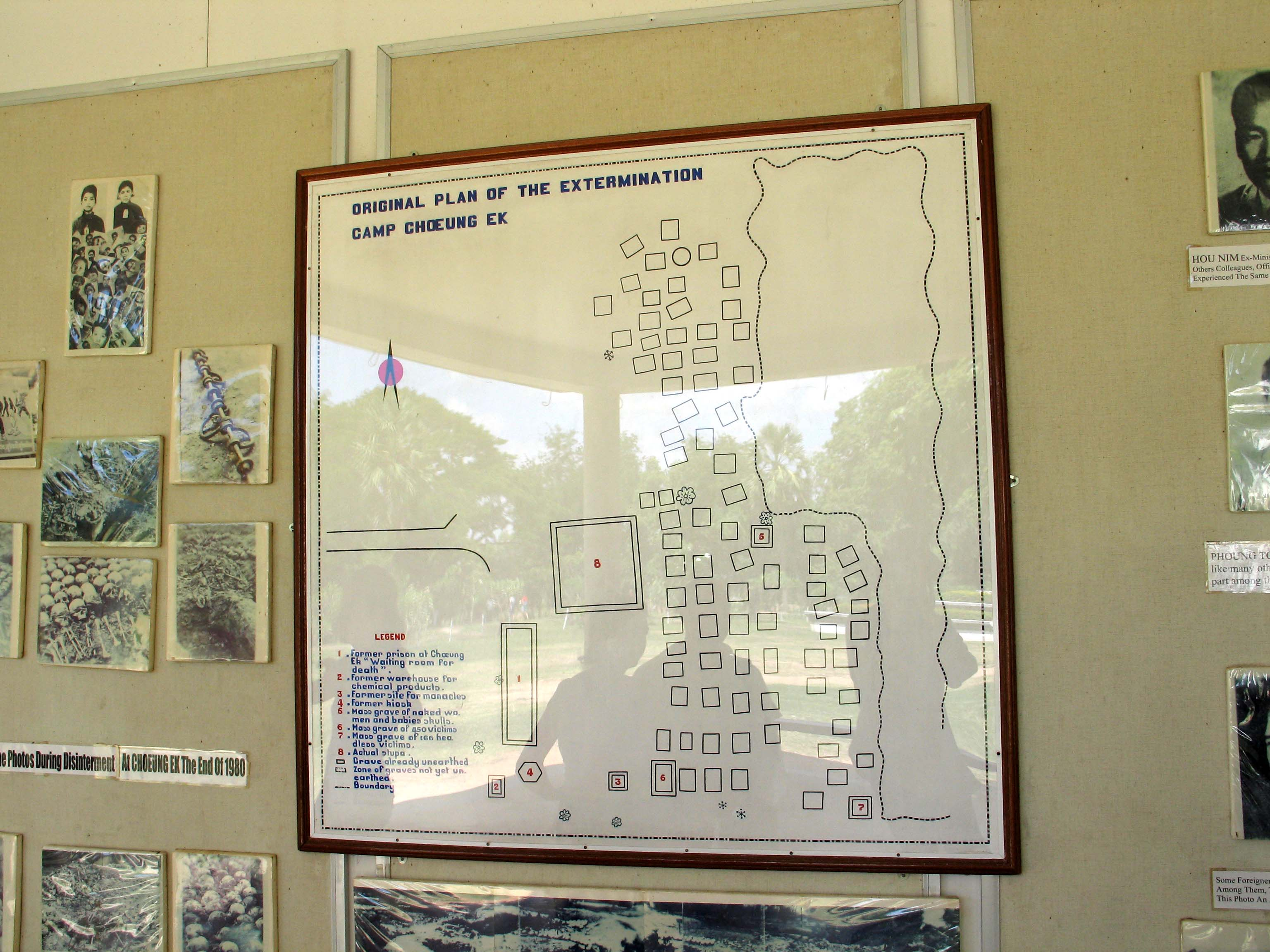
Topografia originale del campo di sterminio di Choeung Ek.
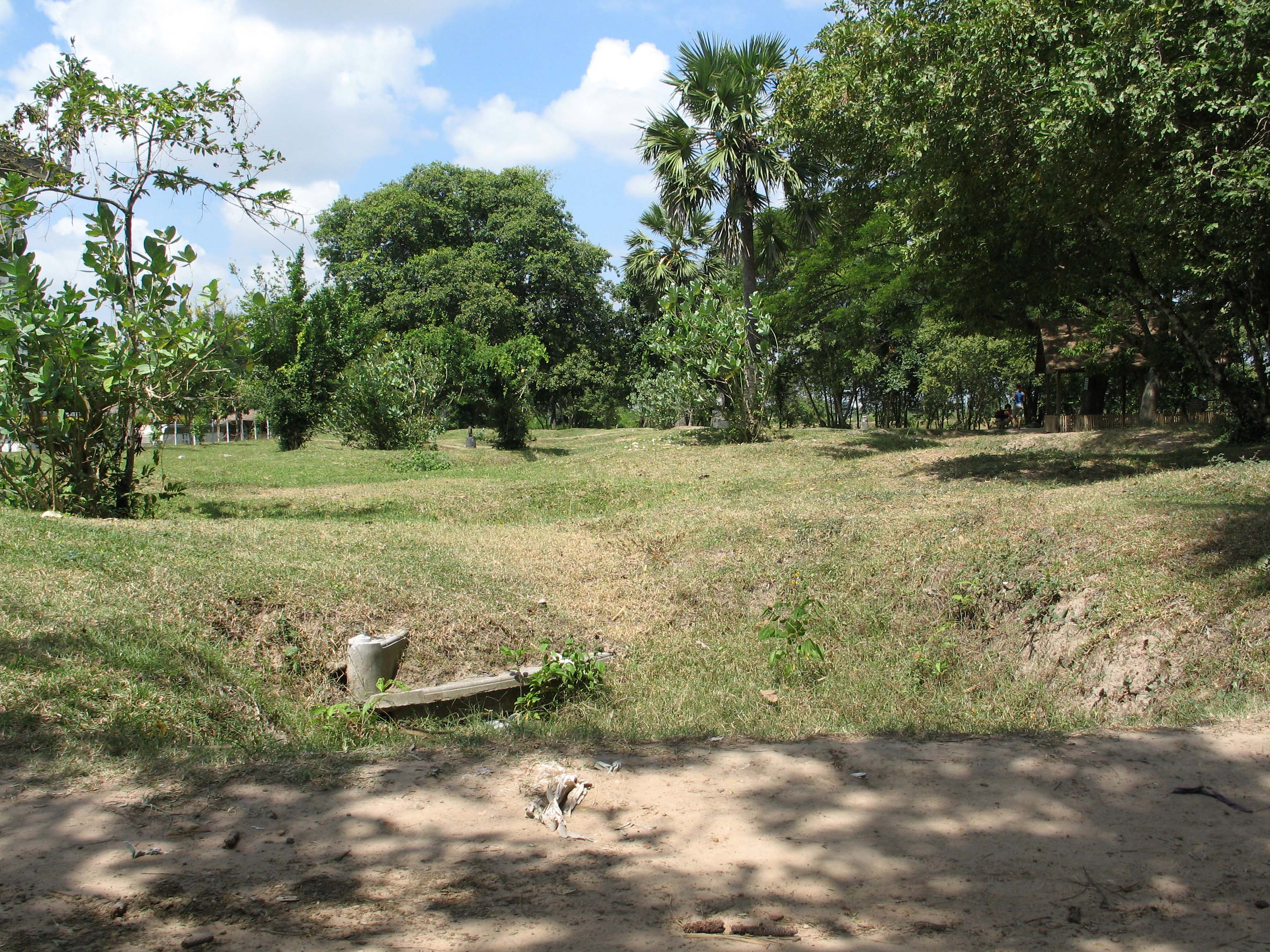
Il campo di sterminio di Choeung Ek.
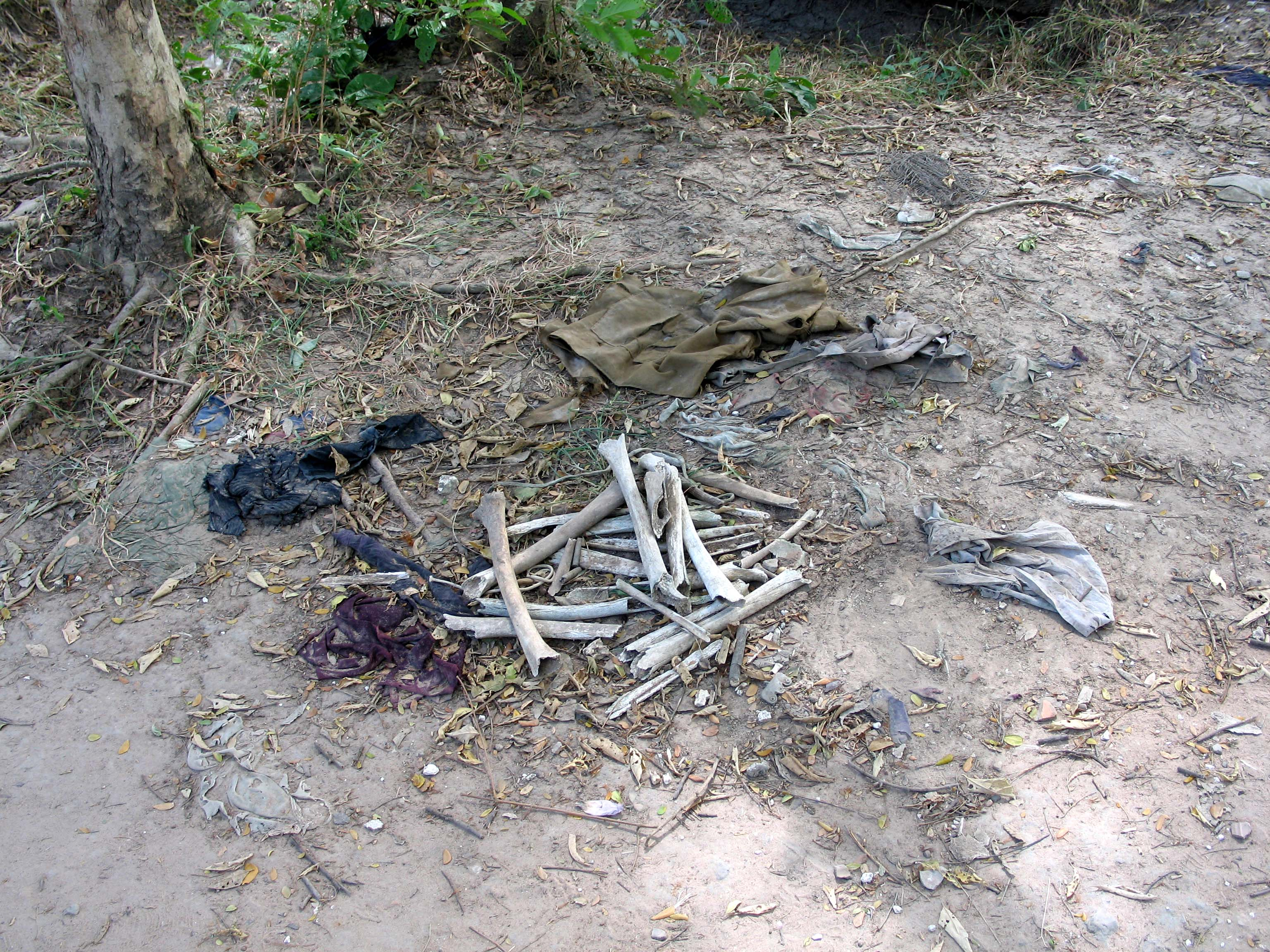
Choeung Ek, ossa provenienti da una fossa comune.
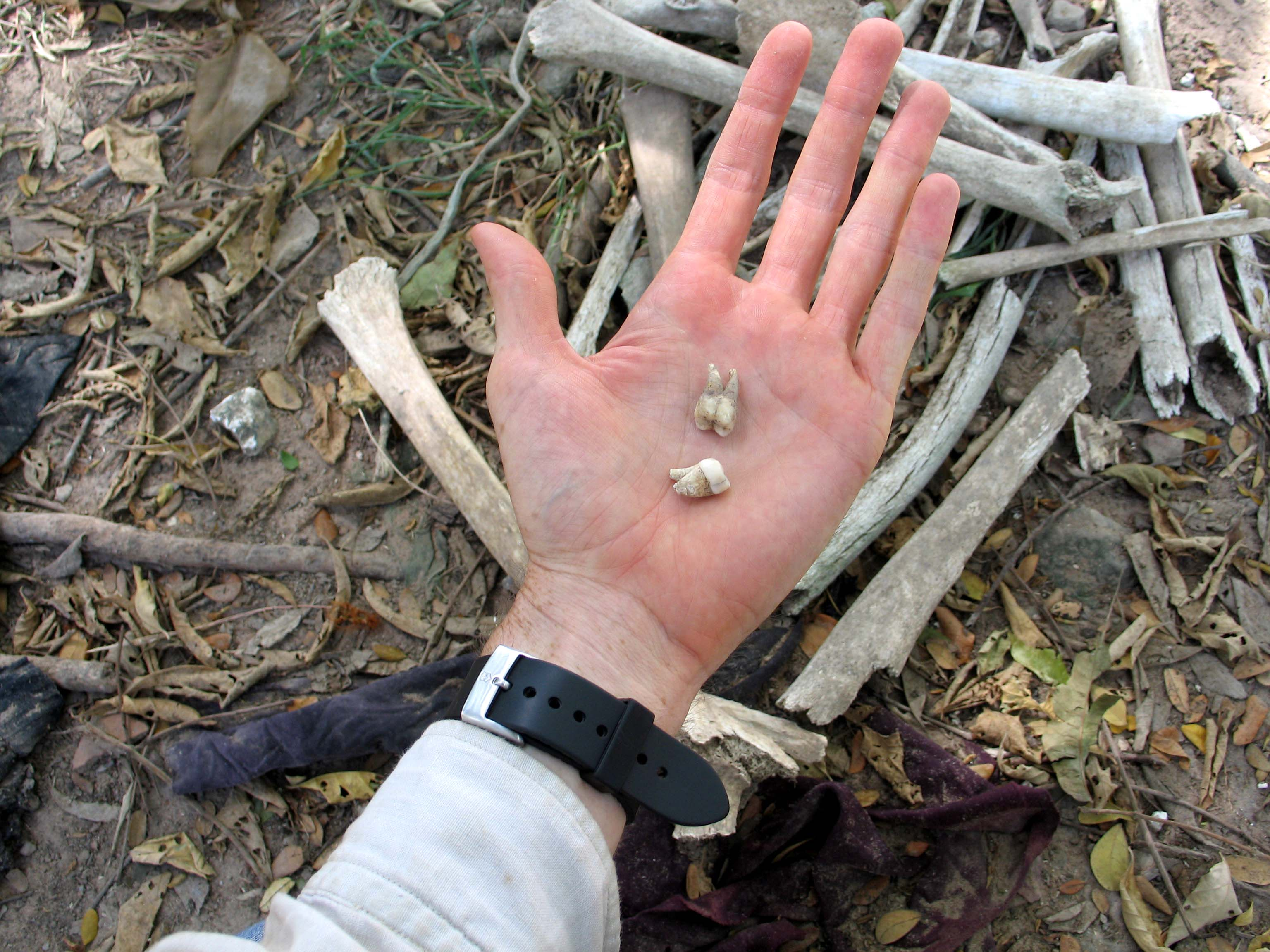
Choeung Ek, denti umani provenienti da una fossa comune.
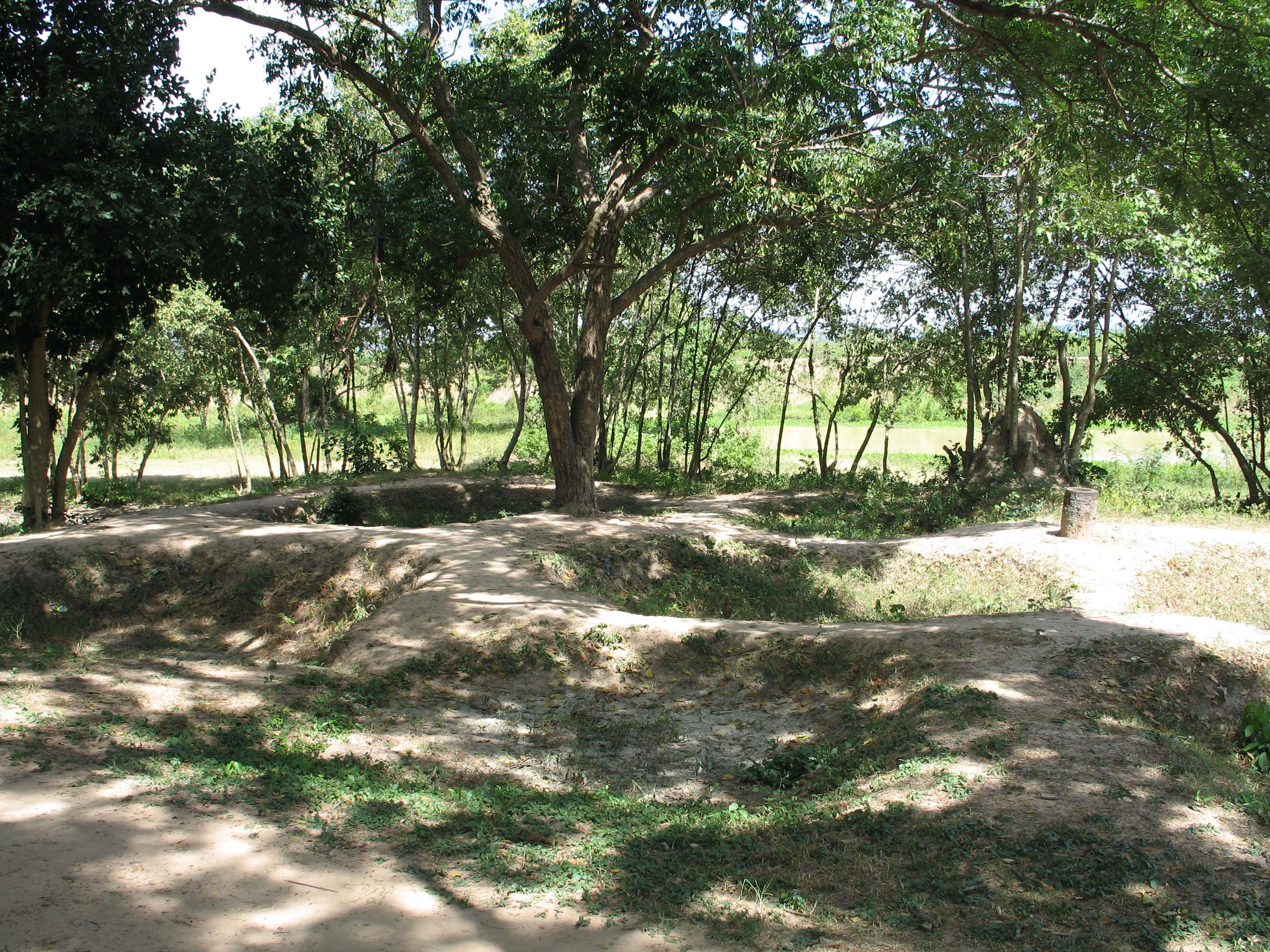
Choeung Ek, fossa comune.
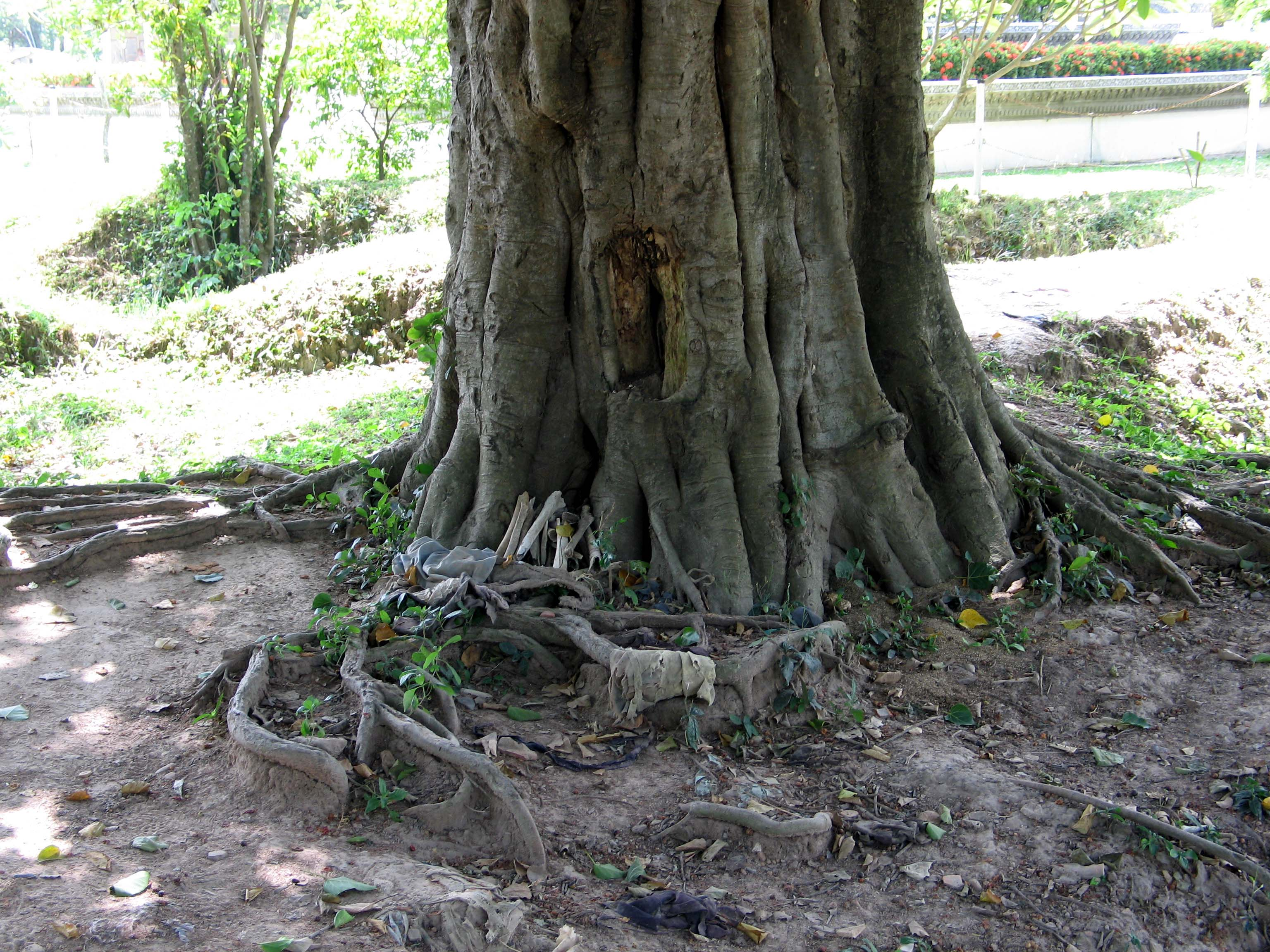
Choeung Ek, una fossa comune e alcune ossa.
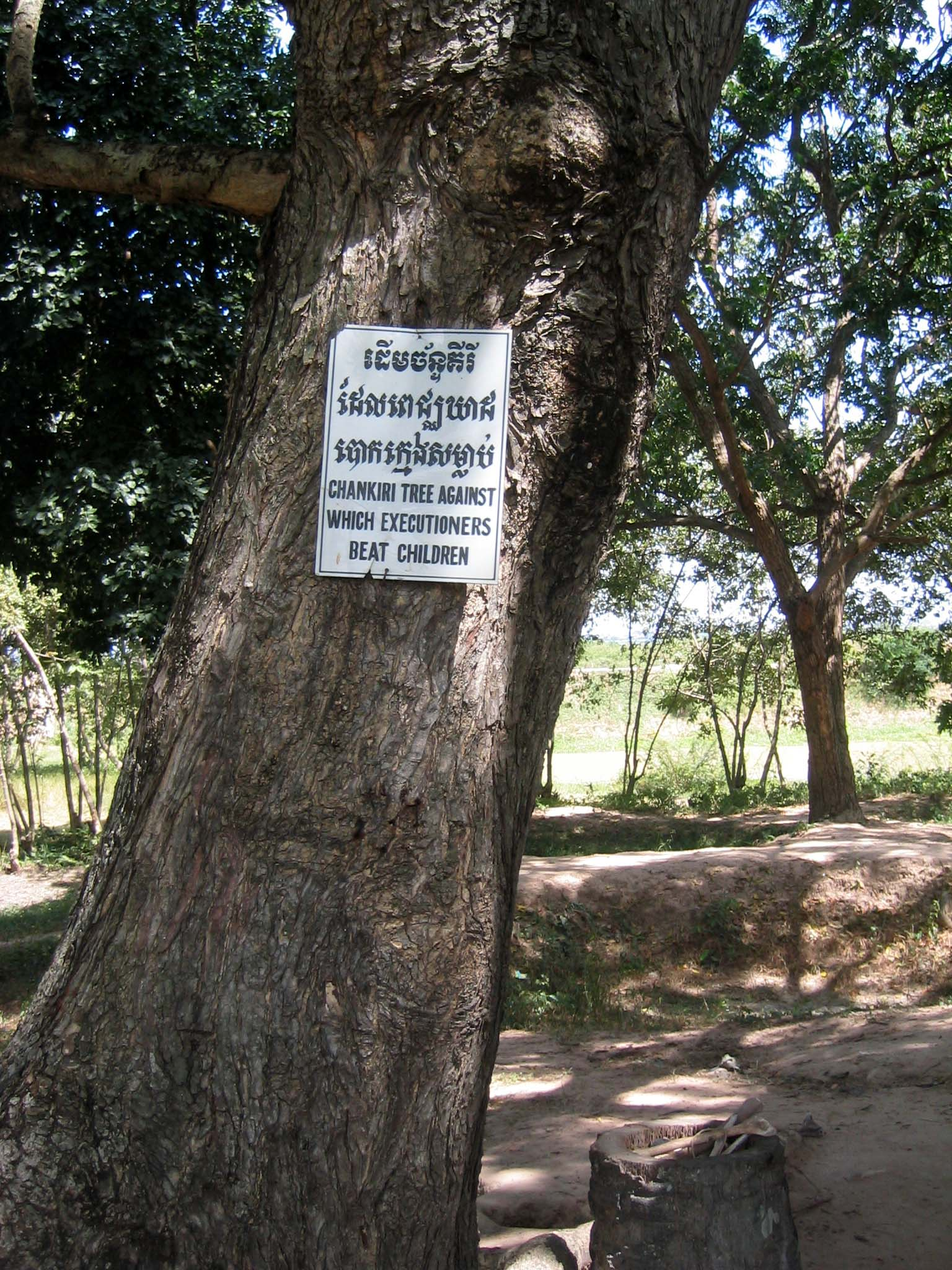
Choeung Ek, albero utilizzato per uccidere i bambini.
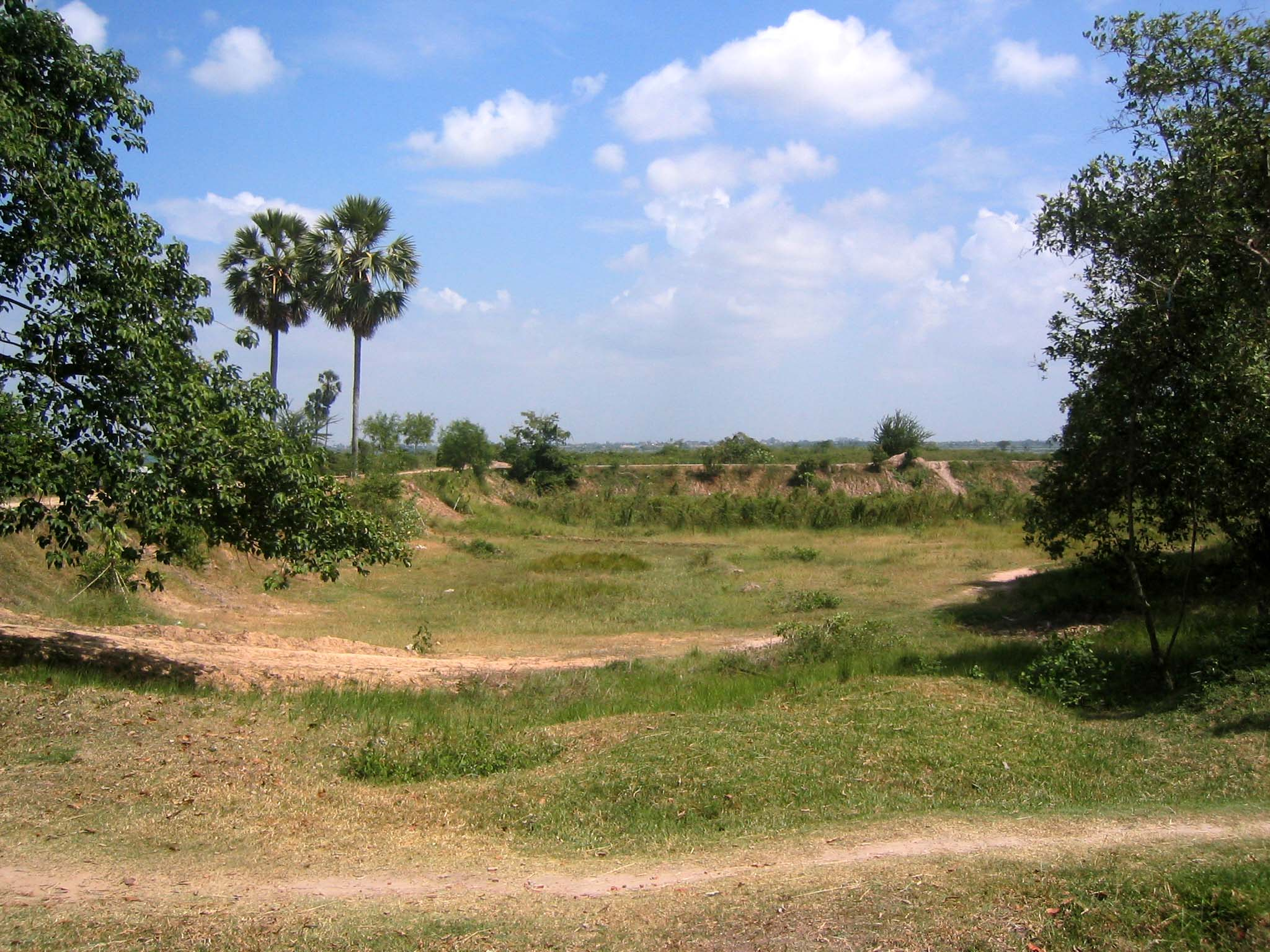
Choeung Ek, fossa comune.
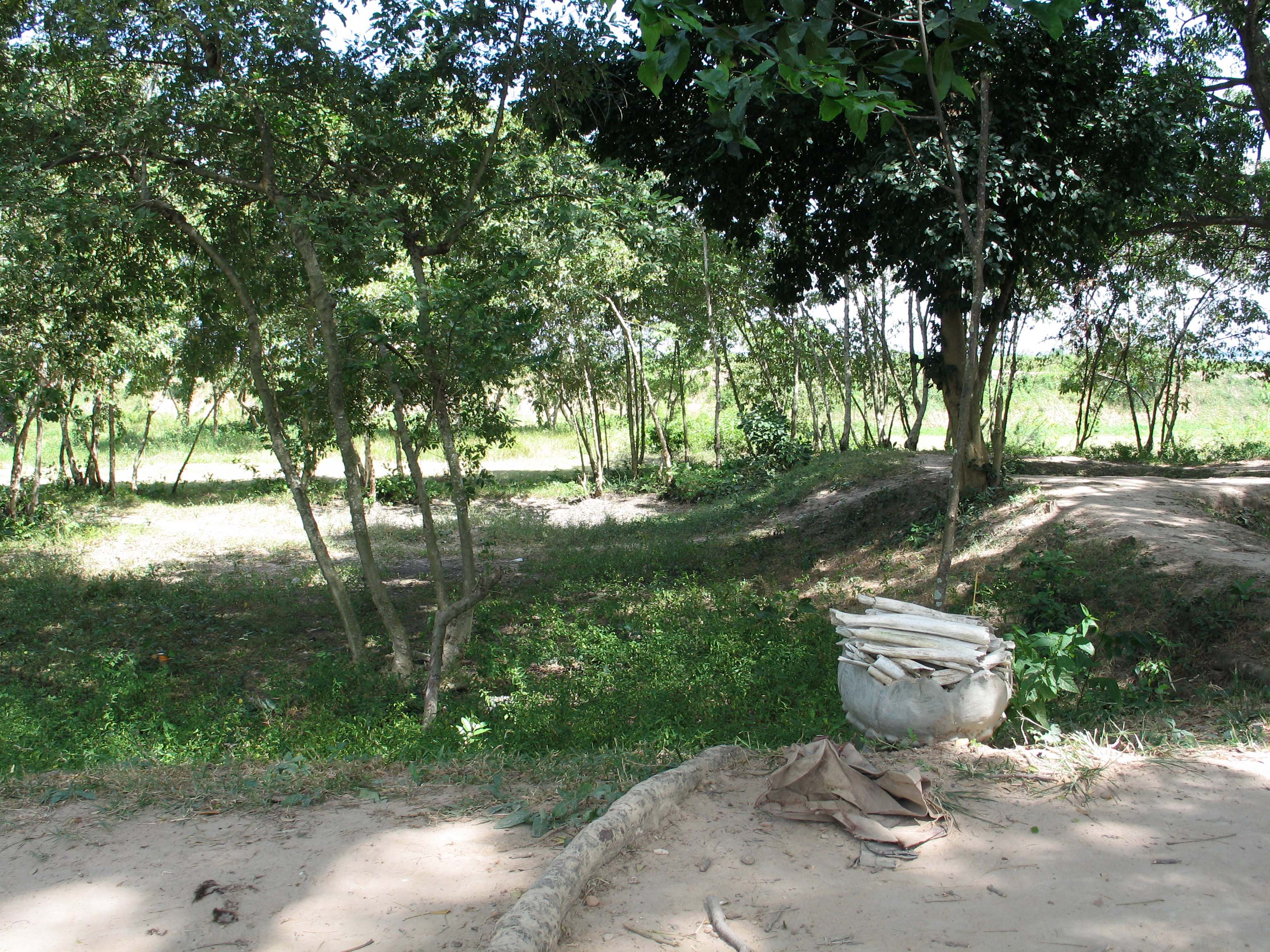
Choeung Ek, fossa comune.
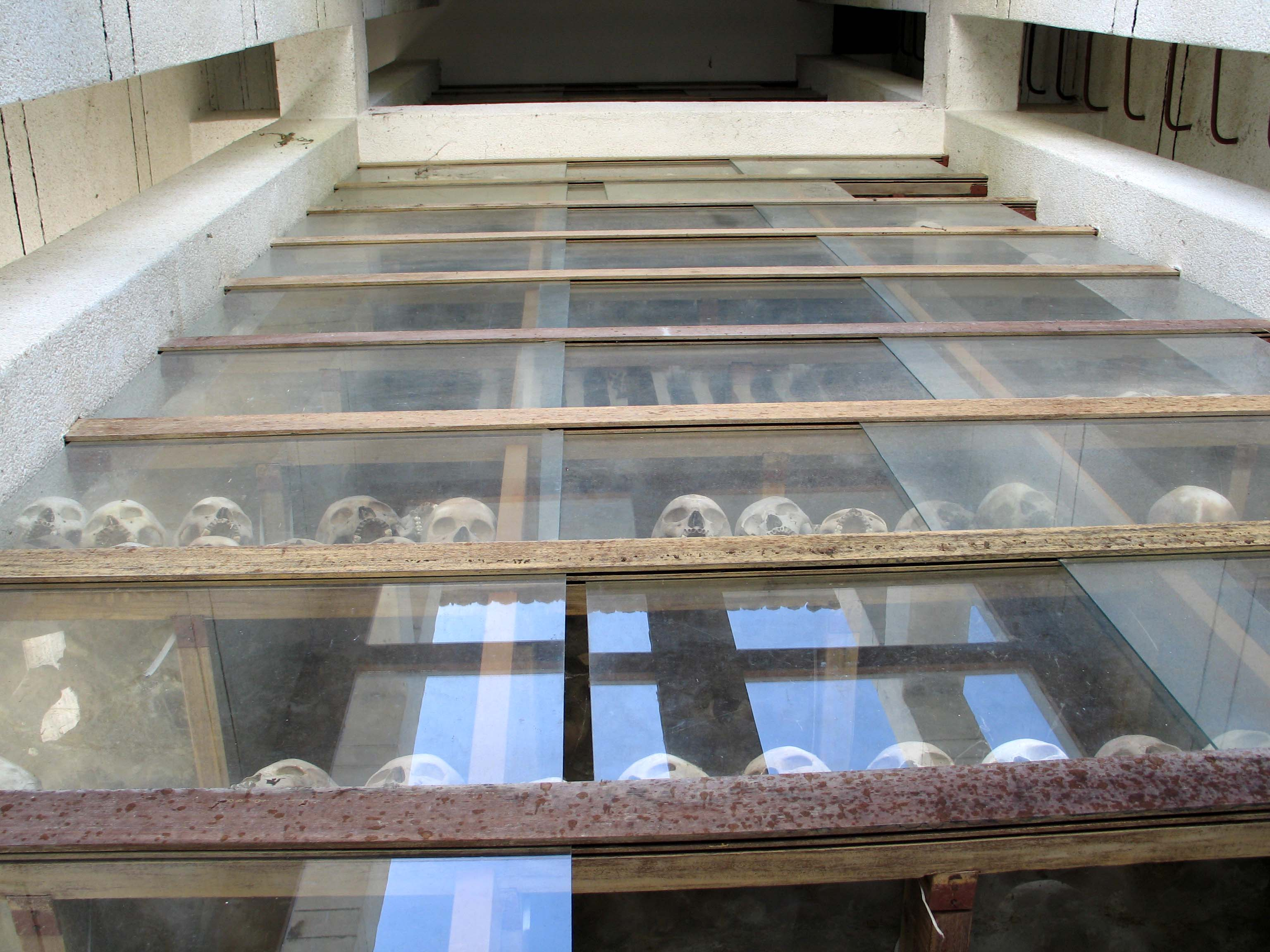
Choeung Ek, teschi conservati nella stupa.
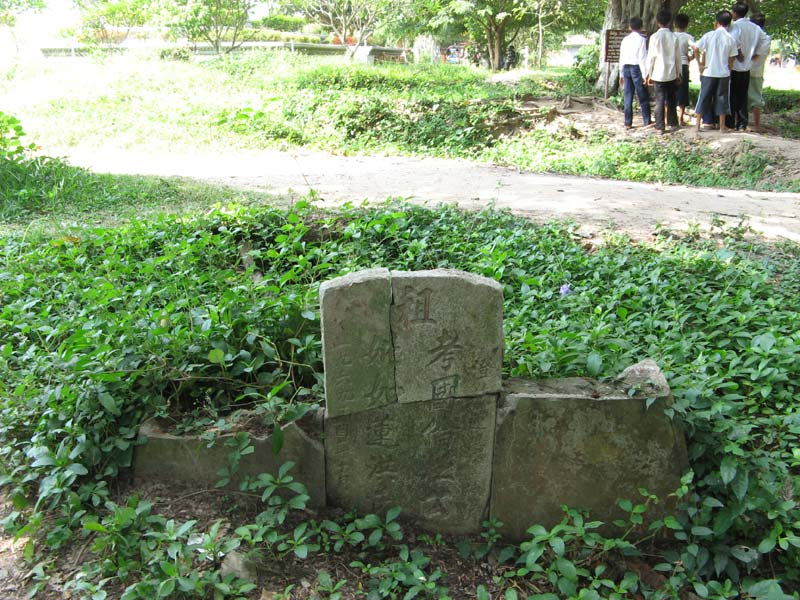
Choeung Ek, frammenti di un'antica lapide cinese.

## Influenze nella cultura popolare
- Il film britannico del 1984, diretto da Roland Joffé, Urla del silenzio (Killing Fields), è ispirato alla guerra civile in Cambogia e alla susseguente presa del potere da parte dei khmer rossi e del loro leader Pol Pot, ed è in parte ambientato a Choeung Ek.